# FANTASTIC GIRLS
『FANTASTIC GIRLS』（ファンタスティック・ガールズ）はKARAの日本での4枚目のオリジナルアルバムである。2013年8月28日にユニバーサルシグマから発売。
前作『ガールズ フォーエバー』からわずか約9か月で発売される4枚目のオリジナル・アルバム。先行シングル「サンキュー サマーラブ」と「バイバイ ハッピーデイズ!」の表題曲、カップリング曲を含む10曲を初回盤A、B、通常盤に収録。初回盤Cには、ボーナストラックである日本語楽曲の「ハッピー ハッピー ラブ」を含む全11曲を収録。
今作と過去3作の違いは、フォトブック盤がないという点やアルバムタイトルが過去3作ではカタカナとなっているところが今作ではアルファベット表記となっている点など。また、DVDにはイベント映像や過去のライブ映像を収録するといった新しい試みがみられる。

## 収録曲
| CD                           |                                                                                               |                                                                          |      |
| 01                           | サンキュー サマーラブ                                                                         | 作詞：下地悠 作曲：宅見将典 編曲：宅見将典、ArmySlick                    | 3:48 |
| 02                           | バーン! バーン! ハートビート                                                                  | 作詞：Faya 作曲：Mistu.J                                                 |      |
| 03                           | バイバイ ハッピーデイズ!                                                                      | 作詞・作曲：磯貝サイモン 編曲：ArmySlick                                 | 4:36 |
| 04                           | レスキューミー                                                                                | 作詞：Hong Ji Sang、下地悠 作曲：Hon Ji Sang                             |      |
| 05                           | POP STAR                                                                                      | 作詞：Satoko Aida 作曲：Kim Tesung、Andrew Choi、Kei Kwang Wook Lim      |      |
| 06                           | プロミス                                                                                      | 作詞：Shihomi 作曲：Jeff Miyahara、Erik Lidbom                           |      |
| 07                           | エンドレスナイト                                                                              | 作詞：海老根祐子 作曲：Tomoyuki Tajiri、Naoyuki Honzawa                  |      |
| 08                           | 一番にわたしを抱きしめて                                                                      | 作詞・作曲：磯貝サイモン                                                 |      |
| 09                           | HANABI                                                                                        | 作詞：Litz、NA.ZU.NA 作曲：NA.ZU.NA、PRINCE.YK 編曲：NA.ZU.NA、ArmySlick | 5:07 |
| 10                           | マイボーイ                                                                                    | 作詞・作曲・編曲：Play Kid (Kim Won Hyun) 日本語詞：森若香織             | 3:26 |
| BONUS CONTENTS (初回盤Cのみ) |                                                                                               |                                                                          |      |
| 11                           | ハッピー ハッピー ラブ                                                                        | 作詞：上田起士 作曲：Kim Tesung、Cha Cha Malone、Casper                  |      |
| DVD (初回盤A)                |                                                                                               |                                                                          |      |
| 01                           | 『KAMILIA SCHOOL ~ KARA FAN MEETING 2013 ~』(at 横浜アリーナ on 2013.6.23 セカンド・ステージ) | 約90:00                                                                  |      |
| DVD (初回盤B)                |                                                                                               |                                                                          |      |
| 01                           | Live from『U-EXPRESS LIVE 2013』(at 幕張メッセ on 2013.3.2)                                   | 約30:00                                                                  |      |